# Нарбутовичи (Дятловский район)
На́рбутовичи (бел. Нарбутавічы) — деревня в Дятловском сельсовете Дятловского района Гродненской области Республики Беларусь. По переписи населения 2009 года в Нарбутовичах проживало 75 человек.

## Этимология
Название деревни образовано от фамилии Нарбут литовского происхождения.

## География
Нарбутовичи расположены в 6 км к юго-востоку от Дятлово, 142 км от Гродно, 5 км от железнодорожной станции Новоельня.

## История
В 1624 году упоминаются в составе Марковского войтовства Дятловской (Здентельской) волости во владении Сапег.
В 1876 году Нарбутовичи — деревня в Дятловской волости Слонимского уезда Гродненской губернии (27 дворов, магазин). В 1880 году в Нарбутовичах проживало 34 человека.
Согласно переписи населения 1897 года в Нарбутовичах насчитывалось 38 домов, проживало 272 человека. В 1905 году — 276 жителей.
В 1921—1939 годах Нарбутовичи находились в составе межвоенной Польской Республики. В сентябре 1939 года Нарбутовичи вошли в состав БССР.
В 1996 году Нарбутовичи входили в состав колхоза «Нива». В деревне насчитывалось 58 дворов, проживал 121 человек.